# Regimiento de Infantería «Soria» n.º 9
El Regimiento de Infantería «Soria» n.º 9 es un regimiento de infantería del Ejército de Tierra Español. Actualmente está ubicado en las Islas Canarias y es una de las unidades de la Brigada «Canarias» XVI (que a su vez pertenece al Mando de Canarias, MCANA). Su acuartelamiento se encuentra en la isla de Fuerteventura.

## Historia
El origen del Regimiento se remonta a 1509 con la fuerza expedicionaria mandada al Reino de Nápoles por Fernando el Católico, para repeler los ataques franceses, bajo la denominación de Tercio de Zamudio en honor a su primer oficial al mando, Pedro de Zamudio.

Escudo de Felipe V de España, primer rey proveniente de la Casa de Borbón francesa y nieto de Luis XIV de Francia.

Su estancia en tierras italianas le llevó a denominarse Tercio de Nápoles y así era conocido en 1513. Se consolida como tercio en 1537, cuando se organizan los llamados Tercios Viejos, y participa en las guerras de Alemania por orden de Carlos I en ayuda de Hungría, las guerras de Flandes, destacándose en la batalla de San Quintín y la toma de Amberes por las tropas españolas. 
En 1590, un acto de sublevación hace que Alejandro de Farnesio ordene su disolución. Con las mismas fuerzas se reorganiza en 1591 con el nombre de Tercio Departamental de Bramante, que conserva con el añadido de «número 3». Es un periodo de febril actividad militar, situándose la unidad en combate en distintas expediciones en Flandes de nuevo, Alemania, Francia, así como en la guerra de sucesión española entre la Casa de Austria y los Borbones.
En 1715 adquiere el más actual nombre de Regimiento de Infantería Soria n.º 3. La denominación se mantiene, aunque cambiará su número a «8» y «9» en distintos momentos. En este tiempo participa en todas las operaciones militares significativas de España: Gibraltar, revuelta en Perú de Túpac Amaru y la guerra de los Pirineos.
La guerra de la Independencia española supone un cambio fundamental en todo el ejército español, que se desmorona ante la invasión napoleónica. Interviene en la batalla de Vich y la defensa de Tortosa, siendo hecho prisionero todo el Regimiento. Tras fugarse, en 1811 toma el nombre de Regimiento de Infantería Ausona n.º 8 y posteriormente la numeración pasa a 11, continuando la lucha contra el ejército francés en distintos puntos como Graus y Olot.

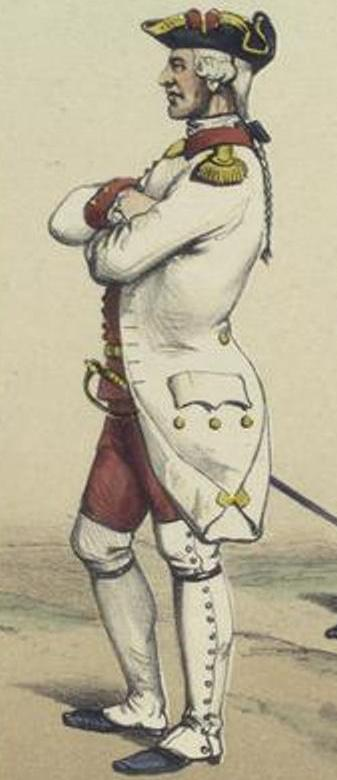
Capitán del regimiento de Soria en 1768

Durante el Trienio Liberal en el reinado de Fernando VII se le conoció como Batallón de Infantería n.º 21, 22 y Regimiento de Infantería Extremadura n.º 8.
Al final del reinado de Fernando VII vuelve a cambiar su denominación por la de Regimiento de Infantería n.º 8 y en 1834 se modifica nuevamente la numeración a 9. Casi durante cien años mantendrá ese nombre. Durante el reinado de Isabel II intervendrá en el bando liberal cristino en la primera guerra carlista en distintos frentes como el sitio de Bilbao o el sitio de Morella. En la guerra de África su papel es destacado al servir la unidad al mando de Leopoldo O'Donnell en los combates decisivos.
De 1873 a 1876, de nuevo contra los carlistas, destacará en la batalla de Treviño. Participó en la guerra hispano-estadounidense en la isla de Cuba, dentro de la División de Defensa de La Habana. Igualmente lo hace en África durante la dictadura de Primo de Rivera contra Abd el-Krim entre 1921 y 1923.
En 1931 durante la Segunda República española se unifica con otras unidades, denominándose Regimiento de Infantería n.º 9 y Regimiento de Infantería Granada n.º 6, nombre con el que actúa en la Guerra Civil en el bando nacional en Sevilla, ocupación de Andalucía, la batalla de Madrid y el frente de Aragón y Cataluña.
Recupera su nombre asociado a Soria n.º 9 en 1944, nombre que pierde de 1959 a 1963 por el de Agrupación de Infantería Soria n.º 9. En este periodo toma parte en la Guerra de Ifni. Se le denominará después de distintas formas: Regimiento de Infantería Mixto Soria n.º 9, Regimiento de Infantería Mecanizado Soria n.º 9. En este periodo, tuvo su base en la ciudad de Sevilla, primero en el antiguo convento de San Hermenegildo, que se hallaba donde hoy se encuentra la plaza de la Gavidia, y desde la primavera de 1957 hasta su traslado a Canarias el 31 de diciembre de 1995, en el desaparecido cuartel de San Fernando, que se encontraba donde hoy están las cocheras de TUSSAM. En abril de 2006, con destino en Canarias, se convirtió en una unidad de infantería ligera. Finalmente, en 2016 adquiere su actual denominación, Regimiento de Infantería Soria n.º 9.
En 2013 se organiza en su seno la Sección de Operaciones en el Desierto, formada como una unidad motorizada y autónoma de 38 efectivos preparada para realizar operaciones de hasta cinco días en entornos desérticos.

## Organización actual
Se encuentra organizado en un Batallón en la Zona Militar de las Canarias.
- El Batallón de Infantería Protegida I/9 «Fuerteventura», en el acuartelamiento Puerto del Rosario (Puerto del Rosario).

## Himno del regimiento
Mira esa seda roja y dorada
teñida en sangre, bañada en sol.
Es la Bandera de mi mesnada
de quien se llame buen español.
De siervo nunca vistió librea
que siempre supo vencer su grey.
En su moharra brillan dos teas,
son las corbatas del santo Rey.
Los tercios... guardan la historia
dos nombres del Regimiento
emblemas de prez y gloria:
«De Nápoles»... «El Sangriento».
Y hoy tus hijos mirando esos colores
te dicen sentida canción de amores.
Legionario de la Gloria
fue siempre Soria en Campaña.
Juramos seguir tu historia
al grito de ¡Viva España!
¡Viva España! ¡Viva España!
¡Viva! ¡Viva!